# چاه رمضان (گلشن)
چاه رمضان، روستایی در دهستان کله گان بخش کله گان شهرستان گلشن در استان سیستان و بلوچستان ایران است.

## جمعیت
بر پایه سرشماری عمومی نفوس و مسکن در سال ۱۳۹۵، جمعیت این روستا برابر با ۲۷ نفر (۷ خانوار) بوده‌است.